# Daramus mehennii
Daramus mehennii är en skalbaggsart som beskrevs av Gianfranco Sama 1994. Daramus mehennii ingår i släktet Daramus och familjen långhorningar. Inga underarter finns listade i Catalogue of Life.